# Елізабет Шварцкопф
Елізабет Шва́рцкопф (нім. Olga Maria Elisabeth Frederike Schwarzkopf; 9 грудня 1915, Яроцин, Польща — 3 серпня 2006, Шрунс, Австрія) — німецька співачка (сопрано). Британська піддана з 1953 року, кавалер Ордену Британської імперії з 1992 року. Прославилась своїми інтерпретаціями опер Моцарта і Штрауса, а також німецької камерної лірики.

## Біографія і творчість
Елізабет Шварцкопф народилася у 1915 році у місті Ярочин, біля Познані, у сім'ї вчителя чоловічої гімназії, викладача латині та давньогрецької мови. З дитинства займалася музикою і співом, виступаючи у гімназійських постановках. У 1934 вступила у Вищу музичну школу в Берліні. Брала уроки співу в угорської співачки М. Іфогюн. Дебютувала 15 квітня 1938 у Берліні у ролі одної з квіткових дів у «Парсіфалі» Вагнера. Успіх прийшов до співачки завдяки партії Цербінетти у «Аріадні на Наксосі» Р. Штрауса.
Під час Другої світової війни співала перед німецькими військами. Це стало відомо у 1982 році, коли була опублікована дисертація австрійського історика Олівера Раткольба. До цього моменту Шварцкопф заперечувала своє членство у нацистський партії, але після оприлюднення роботи Раткольба вона була вимушена визнати цей факт. У своєму листі в газету New York Times у 1983 рокові, вона пояснювала вступ у партію тем, що це було необхідно для продовження кар'єри.
У 1942 Карл Бем запросив Шварцкопф у Віденську Державну оперу. Тут вона перейшла від колоратурних партій до більш «тяжких» партій для ліричного сопрано. Після Другої світової війни до їй прийшла світова слава. У 1947 вона брала участь у гастролях Віденської опери у Лондоні, а також вперше виступила на Зальцбургському фестивалі, де згодом стала сталою гостею. У 1951—71 жила у Лондоні, співала в найбільших оперних театрах Європи і США. У 1951 співачка брала участь в першому післявоєнному Байройтському фестивалі як солістка в Дев'ятій симфонії Бетховена і виконавиця партії Єви в «Нюрнбергських мейстерзінгерах». 11 вересня 1951 у Венеції Шварцкопф за наполяганням і підтримкою автора брала участь в прем'єрі опери Стравінського «Пригоди гульвіси». У 1952 вона виконала на сцені Ла Скала партію Маршальши у «Кавалері троянди» Штрауса, ця партія стала одним з її найбільших досягнень. Інші видатні ролі співачки — Донна Ельвіра в «Дон Жуані», Графиня у «Весілля Фігаро», Фьорділіджи у «Так чинять усі», Графиня Мадлен у «Каприччіо», Аліса Форд у «Фальстафі». У 1964 Шварцкопф вперше виступила у Метрополітен-Опера.
У 1953 Шварцкопф вийшла заміж за продюсера великої британської звукозаписної компанії «EMI» Вальтера Легге.
З середини 1950-х років починає зростати слава Елізабет Шварцкопф як камерної співачки. Її репертуар включав у себе твори Баха, Глюка, Моцарта, Бетховена, Шуберта, Шумана, Брамса, Малера, Вольфа, Р. Штрауса, Гріга, Бріттена і багатьох інших композиторів. Важко переоцінити вклад співачки у популяризацію пісенної спадщини Гуго Вольфа.
Шварцкопф також записала кілька оперет І. Штрауса і Ф. Легара.
З оперною сценою співачка попрощалась 31 грудня 1971, останній концерт дала 17 березня 1979 року і закінчила свою кар'єру після смерті чоловіка 22 березня того ж року. З 80-х років Шварцкопф давала майстер-класи.
Елізабет Шварцкопф мала багато нагород, була почесним доктором декількох університетів.
Померла 3 серпня 2006 року від раку молочної залози у віці 90 років.